# Brigade de Tripoli
 (janvier 2019).
Si vous disposez d'ouvrages ou d'articles de référence ou si vous connaissez des sites web de qualité traitant du thème abordé ici, merci de compléter l'article en donnant les références utiles à sa vérifiabilité et en les liant à la section « Notes et références ».
La brigade de Tripoli, aussi appelée la Katiba Tripoli ou la Brigade des révolutionnaires de Tripoli, est un groupe armé libyen actif lors de la première et la deuxième guerre civile libyenne.

## Fondation
En mars, Mahdi al-Harati quitte l'Irlande pour la Libye et commence à réunir 15 hommes des plus instruits dans les montagnes de Nafusa, qui ont tous une vaste expertise et des compétences de guérilla, qui serviraient à prendre Tripoli. L'idée a été adoptée par le conseil militaire de Benghazi. En quelques jours, 150 hommes sont venus grossir les rangs de la Katiba de Tripoli. Ils ont reçu une formation militaire de base avant d'être transférés vers les montagnes occidentales. Début août[Quand ?], la brigade était composée de 570 hommes, la plupart venant de Tripoli ou de son district. Lors de l'attaque de Tripoli la brigade comptait 1 000 hommes.
Après l'offensive décisive contre Tripoli en 2011, le commandant Mehdi el-Harati avec à ses côtés une poignée d'anciens rebelles, prend part au soulèvement syrien contre la dictature du parti Baas. Il dirige actuellement un groupe de combattants en Syrie, dans la province d'Idlib (Nord).

## Commandants
En 2011, le commandant en chef de la brigade de Tripoli est le colonel Mahdi al-Harati, un Libyen vivant en Irlande. Le commandant adjoint de la brigade est le major Abu Oweis. Le major Hisham Bourajad est le commandant général de la brigade. Le colonel Abdul Latif est quant à lui le commandant de Seraai al-Hamra, l'une des quatre sous-brigades des Katiba Tripoli.
Le commandement de la brigade passe ensuite à Haythem Tajouri.

## Effectif
- fin février : 15 hommes
- début avril : 150 hommes
- début août : 570 hommes
- mi-août : 1 000 hommes
- début septembre : 1 300 hommes

## Formation
La brigade a reçu du matériel de communication et a reçu une formation de guerre urbaine de trois semaines par l'armée du Qatar dans les montagnes de Nafusa. Il a été rapporté que pour sa formation extrême, les recrues sont réveillées à 5 h 30 pour une course de 45 minutes, suivie par une journée de marche et de formation sur les armes. La brigade a également créé une unité de snipers en milieu urbain de huit hommes.

## Actions
La brigade a attaqué Tripoli par le sud, l'est et l'ouest. Elle a pris le contrôle du centre de formation pour femmes de la police. Elle aurait aussi été l'une des premières brigades à entrer sur la place Verte, rebaptisée place des Martyrs par les rebelles. Elle a mené l'attaque sur le complexe fortifié de Bab al-Azizia après l'échec de la brigade précédente[réf. souhaitée].
Après la première guerre civile libyenne, la brigade de Tripoli demeure présente dans la capitale. En 2016, elle est reconnue par le Ministère de l'Intérieur du Gouvernement d'union nationale (GNA). Elle chasse alors de la capitale les brigades de Misrata et les djihadistes de Khaled al-Chérif. Ses troupes sont chargées de la défense des ministères et de la prison.
Le 22 juillet 2022, des combats éclatent à Tripoli entre la Force Rada et la Brigade de Tripoli, faisant au moins 13 morts et 30 blessés, dont des civils. 